# Павлівка (пункт пропуску)
47°14′26″ пн. ш. 29°34′4″ сх. д. / 47.24056° пн. ш. 29.56778° сх. д.
Па́влівка — пункт пропуску через Державний кордон України на кордоні з Молдовою (невизнана республіка Придністров'я). З молдавської сторони пропускні операції тимчасово не здійснюються.
Розташований в Роздільнянському районі Одеської області, в однойменному селі на автошляху місцевого значення. Із молдавського боку розташований пункт пропуску «Мочарівка» в однойменному селі, Григоріопольський район, на автошляху місцевого значення у напрямку Григоріополя.
Вид пункту пропуску — автомобільний. Статус пункту пропуску — місцевий з 7.00 до 20.00.
Характер перевезень — пасажирський.
Судячи із відсутності даних про пункт пропуску «Павлівка» на сайті МОЗ, очевидно пункт може здійснювати тільки радіологічний, митний та прикордонний контроль.
Був тимчасово закритий з 13 березня 2020 року до 20 травня 2020 року у зв'язку з пандемією коронавірусної хвороби відповідно до розпорядження КМУ від 13.03.2020 №288-р.